# Atomosia anonyma
Atomosia anonyma är en tvåvingeart som beskrevs av Samuel Wendell Williston  1901. Atomosia anonyma ingår i släktet Atomosia och familjen rovflugor. Inga underarter finns listade i Catalogue of Life.